# Claudius Rey
Pour les articles homonymes, voir Rey.
Claudius Rey est un entomologiste français, né le 2 septembre 1817 à Lyon et mort le 31 janvier 1895 dans cette même ville.

## Biographie
Sa famille est propriétaire d’une prospère imprimerie qui fait pourtant faillite en 1847. Heureusement, l’un de ses oncles, propriétaire d’un vignoble à Morgon, lui offre un emploi. Passionné par l’entomologie, il commence alors une collaboration avec Étienne Mulsant qui prépare son Histoire naturelle des coléoptères de France. En 1852, Rey s’installe à Lyon, dans la résidence de son frère à Saint-Genis-Laval. L’hiver, il part dans le midi de la France. Il met à profit chacun de ses déplacements pour rechercher des insectes.
Son travail avec Mulsant dure jusqu’à la mort de ce dernier. Si la plupart des textes sur les Staphylinidae sont l’œuvre des deux entomologistes, cinq parties (Habrocerinae, Tachyporinae, Trichophyinae, Picropeplinae et Steninae) sont l’œuvre de Rey seul. Les coléoptères ne sont pas les seuls travaux de Mulsant et de Rey puisqu’ils travaillèrent également sur l’Histoire naturelle des punaises de France.
Outre ces publications, Claudius Rey fait paraître de nombreux articles surtout sur les coléoptères. Il décrit 8 genres et 48 espèces. 116 genres et 407 espèces portent son nom aux côtés de celui de Mulsant.
En 1885, la collection de coléoptères européens de Mulsant et Rey est mise en vente au prix de 5 000 francs « pour cause d'affaiblissement de la vue », sa bibliothèque est également mise en vente.

## Sources
- Lee H. Herman (2001). Catalog of the Staphylinidae (Insecta: Coleoptera). 1758 to the end of the Second Millennium. I. Introduction, History, Biographical Sketches, and Omaliine Group, Bulletin of the American Museum of Natural History, 265 : i+vi + 649  p.  (ISSN 0003-0090)
- Jean Lhoste (1987). Les Entomologistes français. 1750-1950. INRA Éditions : 351 p.homo